# IFRS 12
IFRS 12 «Раскрытие информации о долях участия в других компаниях» — международный стандарт финансовой отчетности, выпущен в 2011 году и действует с 01.01.2013 года, введен в действие для применения на территории Российской Федерации приказом Минфина России от 18.07.2012 № 106н. Стандарт устанавливает требования к раскрытию информации об инвестициях в дочерние компании, совместные операции и совместные предприятия, ассоциированные компании.

## История создания
МСФО 12 «Раскрытие информации о долях участия в других компаниях» является сводным стандартом раскрытия информации, требующий широкий диапазон раскрытия информации о долях участия компании в дочерних компаниях, совместной деятельности, ассоциированных и неконсолидируемых «структурированных предприятиях». Проект стандарта по консолидации был поставлен в повестку обсуждения в Совет по Международным стандартам финансовой отчётности в апреле 2002 года. Проект стандарта по совместной деятельности был поставлен в повестку обсуждения в Совет по Международным стандартам финансовой отчётности в ноябре 2004 года.  Проект стандарта ED 9 «Совместная деятельность» был опубликован 13 сентября 2007 года, по которому до 11 января принимались комментарии до 11 января 2008 года, также проект стандарта ED 10 «Консолидированная финансовая отчётность» был опубликована, по которому принимались комментарии до 20 марта 2009 года. В январе 2010 года СМСФО приняло решение выпустить отдельный стандарт о «Раскрытие информации о долях участия в других компаниях», а 12 мая 2011 года был выпущен стандарт «Раскрытие информации о долях участия в других компаниях», который начал действовать с 1 января 2013 года. 28 июня 2012 года были внесены изменения в части руководства переходного периода, которые вступили в действия также с 1 января 2013 года. Изменения по инвестиционным компаниям вышли 31 октября 2012 года, которые вступили в действия 1 января 2014 года. Изменения по применению исключений были опубликованы 18 декабря 2014 года и вступили в силу с 1 января 2016 года, а также были внесены ежегодные изменения 8 декабря 2016 года, которые вступили в силу с 1 января 2017 года.

## Цель стандарта
Цель настоящего стандарта — установление требований к раскрытию информации, которая позволяет пользователям его финансовой отчетности оценить:
- характер участия в других предприятиях и связанные с ним риски;
- влияние такого участия на его финансовое положение, финансовые результаты и потоки денежных средств.

Настоящий стандарт применяться компанией, имеющей долю участия в любом из нижеперечисленного:
- дочернем предприятии
- совместных предприятиях (то есть совместных операциях или совместных предприятиях)
- ассоциированных предприятиях
- неконсолидируемых структурированных предприятиях.

## Раскрытие информации
Компания раскрывает информацию в примечаниях финансовой отчетности:
- характер, размер и финансовый эффект от инвестиций в совместные предприятия и ассоциированные компании
- характер и изменения в рисках, связанных с инвестициями в совместные предприятия и ассоциированные компании.
- наименование, характер взаимоотношений (вид деятельности), местонахождение, доли владения
- каким образом учитывается инвестиция: используется долевой метод учета или по справедливой стоимости
- существенные ограничения, влияющие на перевод фондов компании в форме дивидендов, выплат долгов или авансов
- отчетные даты финансовых отчетов совместных и ассоциированных компаний
- убытки, не признанные в финансовой отчетности материнской компании по долевому методу учета
- обязательства, связанные с совместными предприятиями, отдельно от прочих обязательств, а также отдельно суммы условных обязательств в отношении инвестиций в совместные предприятия или ассоциированные компании.